# Belloc-Saint-Clamens
 Belloc-Saint-Clamens  là một xã thuộc tỉnh Gers trong vùng Occitanie tây nam nước Pháp. Xã này có độ cao trung bình 255 mét trên mực nước biển.
Sông Petite Baïse tạo thành một phần ranh giới đông bắc thị trấn.